# Marijin trg, München
Marijin trg ali Marienplatz je osrednji trg v središču mesta München v Nemčiji. Od leta 1158 je glavni mestni trg.

## Zgodovina
Od takrat, ko je Henrik Lev leta 1158 ustanovil München, je Marienplatz središče in srce mesta. Tu sta se srečali dve glavni cesti, tako da je bil skozi vsa stoletja odločilen za urbani razvoj in življenje. Do danes je Marienplatz urbano središče Münchna.
Leta 1315 je kasnejši bavarski cesar Ludvik I. Bavarski podelil tržno svobodo s pogojem, da bo Marienplatz, ki se je takrat imenoval Marktplatz, za vedno ostal nepozidan. Že od samega začetka so obstajali različni trgi za jajca, žita, vino in ribe, zato je bil Marienplatz stoletja preprosto imenovan "trg" ali "plac". Ko so se na trgu prodajala predvsem žita, se je imenoval tudi Schrannenplatz, takrat se je ribji trg tradicionalno vršil v severovzhodnem kotu današnjega Fischbrunnena.
Trg je bil tudi kraj izvršitve usmrtitev in je služil tako viteškim turnirjem kot prazničnim sprejemom v mestu, na primer med cesarjevimi obiski v 15. in 16. stoletju. Šele leta 1481 so stavbe na trgu (vključno s kapelo) porušili in ustvarili pravokoten odprt prostor.
Leta 1566 se je okoli Marienplatza začela gradnja državnih stavb, kjer so predstavniki naselij in pokrajin v vojvodini Bavarski imeli svoj sedež za politične aktivnosti, kar je ostalo vse do danes. Politični pomen Marienplatza je tesno povezan tudi z verskimi motivi. Leta 1638 je volilni knez Maksimilian I. v zahvalo za zavarovanje mesta med švedsko okupacijo v času tridesetletne vojne dal postaviti Marijin steber na takratni mestni trg Marienplatz. Kar je simbol Münchna še danes, je bilo v tistem času za meščane Münchna izzivanje, zaradi kraljevega dopisa iz leta 1315, ko je bil Marienplatz razglašen za "svobodno območje" in tako razumljen kot ozemlje v državni lasti. S tem redno obnovljenim privilegijem je samo mesto München imelo pravico do pozidave trga. Tako s tem dejanjem knez ni samo dokazal svojega versko-političnega uspeha, ampak je tudi trajno prevzel središče urbane suverenosti. Na zahodu dvorec iz leta 1769 zapira trg s starim glavnim stražarjem, tako imenovan Thomass-Eck, delo Cuvilliésa mlajšega.
Potem ko se je trg žita leta 1853 preselil v Schrannenhalle na Blumenstraße, se Schrannenplatz od 9. oktober 1854 imenuje Marienplatz. Mestni svet je želel mesto München zaupati Patrona Boiariae in tako rešiti mesto pred epidemijo kolere, ki je izbruhnila julija 1854. Od leta 1888 deluje na Marienplatzu tramvaj.
Naslednja velika sprememba je bila gradnja Nove mestne hiše na severni strani trga, ki je potekala med letoma 1867 in 1909 v treh delih. Skupaj 21 mestnih hiš, katerih arkade in štukaturne fasade na strani Marienplatza se je moralo umakniti pred neogotsko zgradbo arhitekta Georga von Hauberrisserja. Med njimi je bila tudi upravna stavba pokrajin.
V drugi svetovni vojni je bil prizadet razvoj okoli Marienplatza. Zdaj so se zgodovinske stavbe na južni strani izgubile, vključno s "Peterhofom" z njegovo fino baročno fasado z zatrepom. Ruševine na južni strani trga so bile odstranjene, nove stavbe pa so bile delno umaknjene za nekaj metrov nazaj, zlasti na vzhodnem delu trga, da bi ustvarili več prostora. Namesto Peterhofa je bila kasneje zgrajena in večkrat obnovljena Haus Hugendubel. Za gradnjo Kaufhofa v 1970-ih je padla bogato okrašena Roman-Mayr-Haus iz dvajsetega stoletja.
Marienplatz je doživel odločilno spremembo z izgradnjo cone za pešce, ki je bila določena leta 1972. Osvobojen avtomobilskega prometa, je ponovno postal mestno središče Münchna. Tu je bil Marijin steber premaknjen bolj na sredo trga. Ob olimpijskih igrah je Erwin Schleich leta 1971 do 1974 zgradil stolp ob stari mestni hiši po zgledu leta 1462. Prvotni stolp Stare mestne hiše je bil med drugo svetovno vojno uničen.

## Arhitektura
Marienplatz je dobil ime po Marijinem stebru (Mariensäule), ki je bil postavljen v na trgu leta 1638, da bi proslavili konec švedske okupacije. Danes Marienplatz ovvladujejo Nova mestna hiša (Neues Rathaus) na severni strani in  Stara mestna hiša (Altes Rathaus, rekonstruirana gotska) dvorana hiša sveta in stolpom na vzhodni strani.
V srednjem veku so na tem mestnem trgu potekale tržnice in turnirji. Včasih se je imenoval Markth (trg), Schranne (trg žita) in kasneje Schrannenplatz (trg žita). Po tem, ko je bil omenjeni trg žita leta 1853 premaknjen v sodobno stekleno-železno stavbo Schranne blizu Blumenstrasse, je trg dobil novo ime, začenši 9. oktobra 1854. Glockenspiel - zvonjenje v stolpu Nove mestne hiše je bilo navdahnjeno s turnirji in danes privablja milijone turistov na leto. Poleg tega je območje za pešce med Karlsplatzom in Marienplatzom zasičeno s številnimi trgovinami in restavracijami.

## Marijin steber
Marijin steber je spomenik na Marienplatzu v Münchnu. Marija je tukaj spoštovana kot Patrona Bavariae (zaščitnica Bavarske). Postavili so ga leta 1638, da bi proslavili konec švedske okupacije med tridesetletno vojno, natančneje po obljubi, ki jo je dal vojvoda Maksimilijan I. Bavarski, če bi bilo vojvodskim rezidenčnim mestom München in Landshut prihranjeno vojno uničenje. Na stebru je zlat kip Device Marije, ki stoji na polmesecu kot Kraljica nebes, ustvarjena leta 1590. Prvotno je bila figura v Frauenkirche. To je bil prvi steber te vrste, zgrajen severno od Alp, ki je navdihnil postavitev drugih Marijinih stebrov v tem delu Evrope.
Na vsakem vogalu podstavka stebra je kip putta, ki ga je ustvaril Ferdinand Murmann. Vsak od štirih puttov je upodobljen v boju z drugo zverjo, ki simbolizira premostitev nesreč v mestu: vojna, ki jo predstavlja lev, kuga, ki jo predstavlja mitična žival, lakota, ki jo predstavlja zmaj in krivoverstvo s kačo.

### Božična tržnica
Tri tedne pred božičem se odpre božična tržnica (Christkindlmarkt) tako na Marienplatzu kot drugih trgih v mestu, kjer se prodaja božično blago ter hrana in pijača.